# ピーチの大冒険!?
『ピーチの大冒険!?』（ピーチのだいぼうけん）は、任天堂のコンピュータゲーム『スーパープリンセスピーチ』を基にしたすぎやまかずみ作のギャグ漫画。『ファミ通DS+キューブ&アドバンス』（後に『ファミ通DS+Wii』）の別冊付録「ファミ2コミック」で、2006年2月号から2007年4月号まで連載された。

## 概要
マリオとルイージ（そして、キノピオたち）がクッパにさらわれてしまったため、ピーチが相棒の傘「カッサー」とともに冒険する話である。最終回では回想録が紹介された。

## 登場キャラクター

### メインキャラクター
ピーチ姫
キノコ王国の王女。今回はマリオがクッパにさらわれたためカッサーとともに救出の旅に出ることになった。お気楽な性格だが、怒ると怖い（周囲の炎が出るほど）。ボケ役。マリオのことを愛している。
カッサー
ピーチ姫の相棒の傘。気楽な性格のピーチに対し彼のほうがしっかりとしている。大半がツッコミ役。よくピーチに振り回される。初登場時は演技をしながら登場したがピーチに嫌がれた。
キノピオ
クッパにさらわれたキノコ王国の住人。キノじい側近のおともキノがいる。
キノじい
ピーチ姫のお付きで陰でピーチの冒険を見守ったりサポートしたりしている。カッサー同様、大半がツッコミ役。ツッコミや驚く時に笠が跳ね跳ぶ。ピーチの冒険が終わった後は彼女に気づかれずに城へ帰り、今までの冒険をスライドショーにした。

### サブキャラクター
マリオ
正義の味方の主人公だが、今回はクッパにさらわれたためピーチが助けに来るのを待っている。クッパとトランプ、ゲームで勝負したことがあり、全勝している。
ルイージ
マリオの弟。マリオ同様クッパにさらわれている。デカメックのトラップに掛かり黒焦げになったり、ピーチの怒りの炎でも黒焦げになったりと、作中の中で一番酷い目に合っているキャラクターである。

### クッパ軍団
クッパ
悪の大王。キドアイラック島に別荘を建てている。ピーチのファンであるため、ピーチが別荘に来るのを楽しみに待っている。マリオに杖を横取りされそうになったところ、キドアイラックの杖を浴びて凶暴化した。一人称は、初登場時から12話までは「ワガハイ」だったが、14話では「オレ様」、「オレ」、「ワシ」に変わったりしていた。
デカメック
クッパの側近。魔法を使ってピーチに立ち向かうが、結局は負けてしまう。『マリオストーリー』と『ペーパーマリオRPG』のカメックババと共通する点が多い。
ノコノコ / パタパタ
クッパの一般兵で、クッパ同様ピーチ姫のファンである。

### ボスキャラクター
ボスパックン
3話の冒頭でピーチ姫に倒された。15話で再登場。一人称は「ワシ」。
モーリ
4話にて登場。雛に変装したキノじいを自分の子供と勘違いして自分の巣に連れ去っていた。自分の卵を返してくれたため、ピーチ姫にキノピオを返した。ボスパックン同様、15話にて再登場。
キングテレサ
5話にて登場。ヒュードロ屋敷に入ったピーチ姫を怖がらせようとしたが、光が大の苦手でクッキーを崩してしまったことに怒ったピーチによって光が灯ったところ、怯えてしまった。怖い顔した半面、かなりの泣き虫。上記の2体同様、15話にて再登場。
ハナチャン
6話にて登場。ムカム火山による熱で苛立っていたが、ピーチ姫の歌によって苛立ちは解消した。
ボスゲッソー
7話にて登場。自分の部下をキノじいがピーチ姫に食べさせようとしたところを見て、キノじいを食べようとした。ピーチはその部下を返してあげた後、部下と共に海へと帰っていった。
ブリザドラス
8話にて登場。ドラゴンに化けた妖精で一人ぼっちが苦手。キノじいは舞台がシクシク氷山のため彼女をゆきだるまのボスと思い込んでいた。雪だるまを崩したことに怒ったピーチにより、反省した後雪だるまに変装したキノじいを友達にさせた。